# Liste der Museen im Landkreis Südliche Weinstraße
Die Liste der Museen im Landkreis Südliche Weinstraße enthält sämtliche Museen innerhalb des Landkreises Südliche Weinstraße.

## Museen
- Museum unterm Trifels bei Annweiler
- Westwallmuseum Bad Bergzabern
- Zinnfigurenmuseum in Bad Bergzabern
- Museum für Weinbau und Stadtgeschichte in Edenkoben
- Mühlenmuseum Edenkoben
- Museum Herxheim
- Bürstenbindermuseum Ramberg
- Slevogthof Neukastel
- Villa Ludwigshöhe
- Stadtmuseum Bad Bergzabern
- August-Becker-Museum
- Burg Guttenberg, Oberotterbach (Minnesänger Ulrich von Guttenberg)
- Deutsche Ofenmuseum, 2009 geschlossen
- Queichtalmuseum
- Dorfmuseum im Pfiesterhaus Rohrbach
- Papiermuseum im Kurpfälzischen Zehnthof Gleisweiler
- Heimatmuseum Schweighofen